# Regal
Regal város az USA Minnesota államában, Kandiyohi megyében. Lakosainak száma 43 fő (2020. április 1.).

## Népesség
A település népességének változása:

| 2010 | 34 |
| 2020 | 43 |